# Салат-коктейль

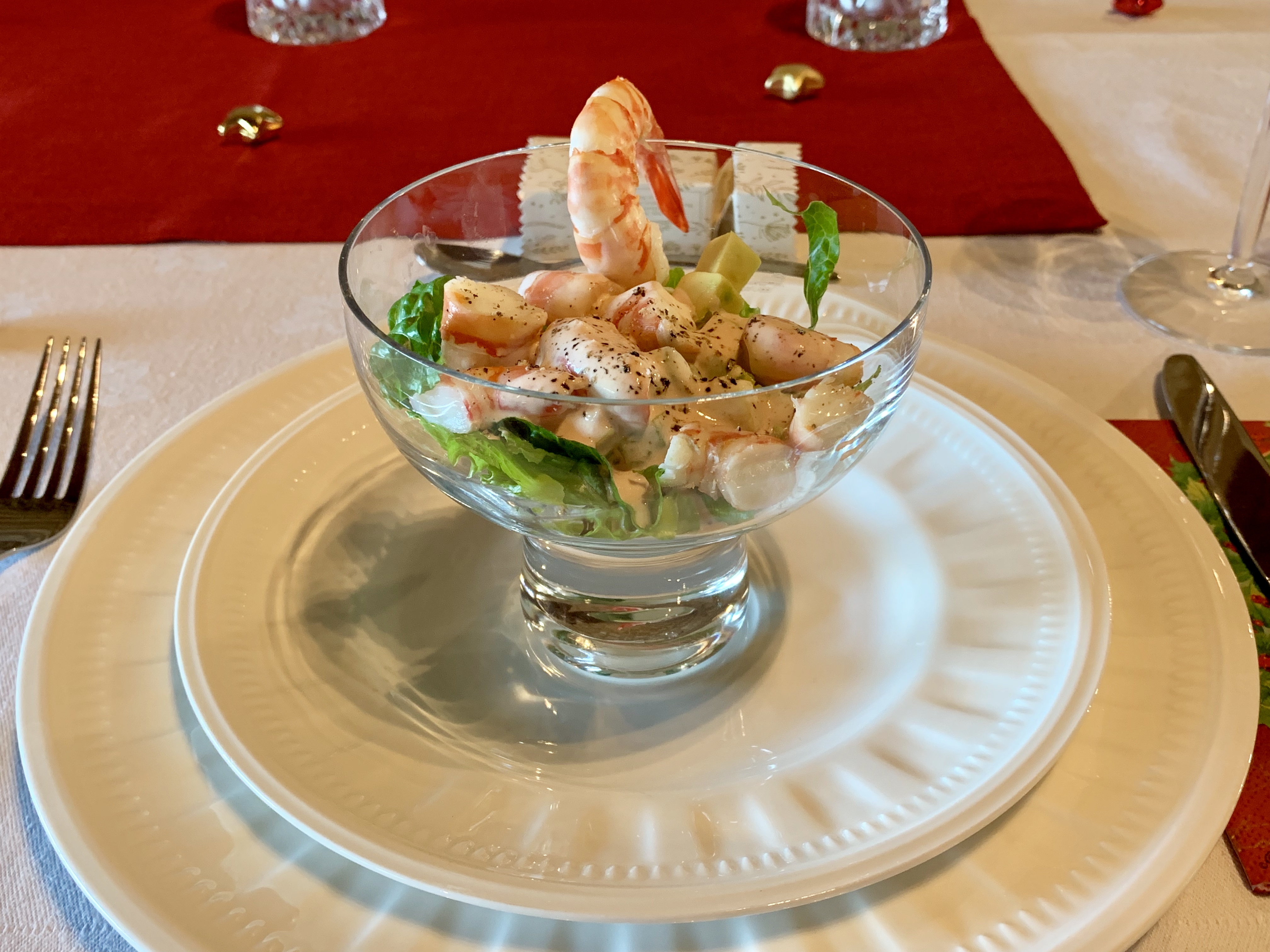
Креветочный салат-коктейль на рождественском столе

Салат-коктейль — холодное закусочное или десертное блюдо, салат из различных готовых к употреблению продуктов в сочетании с соусами, заправками, зеленью и пряностями, подаваемый в характерной посуде — фужерах, широких бокалах, неглубоких конических стаканах, креманках или вазочках.
Для салат-коктейлей характерна достаточно мелкая нарезка продуктов кубиками, ломтиками, соломкой, полосками или кружочками, перед укладкой в посуду их никогда не перемешивают, а размещают слоями. Закусочные салат-коктейли украшают зеленью листовых салатов, петрушки, сельдерея и укропа, а также цитрусовыми — надрезанными дольками или кружочками лимона, лайма или апельсина, которые надевают на край фужера или бокала. Десертные салат-коктейли обычно украшают цельными ягодами. Для салат-коктейлей разработаны специальные рецептуры коктейльных соусов, ими заправляют блюдо непосредственно перед подачей на стол. Салат-коктейли подают в стеклянной посуде на десертной тарелке, застеленной бумажной салфеткой во избежание скольжения. Подходящие столовые приборы для салат-коктейля — чайная или десертная ложка или специальная ложка с длинной ручкой, которую располагают на тарелке справа.
Среди закусочных салат-коктейлей получили признание салатные смеси из мяса ракообразных, моллюсков и рыбы в сочетании с долькой лимона, листовым салатом и крутым яйцом под майонезным соусом, особенно популярны устричные, крабовые и креветочные коктейли. Обычно в таких салат-коктейлях мясо ракообразных выкладывают вместе с другими ингредиентами (половинкой варёного яйца, головками спаржи, горошком, тонко нарезанными стеблями сельдерея) на подушку из нарезанного зелёного салата. Салат-коктейль с мидиями обычно дополняют мясом утки или курицы, яблоками и апельсином. С фруктами готовят и салат-коктейли с нарезанным тонкими ленточками филе лосося. Мясные салат-коктейли готовят с ветчиной, сыром и овощами или с курицей, яблоком и орехами, как вальдорфский.